# Per Bonvig Christensen
Per Bonvig Christensen (født 25. maj 1956 i Sakskøbing) er en dansk lærer samt skole- og organisationsmand. Han er blandt andet tidligere skoledirektør i Næstved Kommune samt formand for VIA University College og for formandskollegiet i Danske Professionshøjskoler. Han har på en række forskellige måder deltaget i den danske uddannelsesdebat, blandt andet som medlem af forskellige statslige udvalg som Reformkommissionen og Lærerkommissionen.

## Karriere
Per Bonvig Christensen er født i Sakskøbing og blev i 1975 student fra Maribo Gymnasium, hvor han i 2025 holdt talen på 50-årsjubilarernes vegne ved gymnasiets afslutningsarrangement. Han blev uddannet lærer fra Vordingborg Seminarium i 1981 Han har undervist i folkeskolen og på professions- og lederuddannelser. I fire år var han souschef i Maribo Ungdomsskole og derefter i syv år henholdsvis udviklingschef og kontorchef i Storstrøms Amt, indtil han fra 1998 til 2017 var ansat som direktør for børne- og kulturområdet i Næstved Kommune. Han har haft en lang række tillids- og formandsposter indenfor undervisningssektoren: Han har været formand for Akkrediteringsrådet, videnscenteret HistorieLab, VIA University College og Danske Sosu-skoler. Siden 2023 har han været formand for formandskollegiet for Danske Professionshøjskoler.
Per B. Christensen har deltaget i en række forskellige statslige udvalg om blandt andet det danske undervisningssystem. Det gælder blandt andet Reformkommissionen (ledet af Nina Smith), Robusthedskommissionen og Lærerkommissionen, hvor han var formand. Som medlem af Reformkommissionen (officielt Kommissionen for 2. generationsreformer) var han med til at foreslå en såkaldt hpx-uddannelse som en mere praksisrettet ungdomsuddannelse - et forslag, som var en del af baggrunden for oprettelsen af epx-uddannelsen med planlagt start i 2030.
I 2021 fik Christensen tildelt Danske Professionshøjskolers ærespris.